# Świadkowie Jehowy w Liechtensteinie
Świadkowie Jehowy w Liechtensteinie – społeczność wyznaniowa w Liechtensteinie, należąca do ogólnoświatowej wspólnoty Świadków Jehowy, licząca w 2023 roku 98 głosicieli, należących do 1 zboru. Na dorocznej uroczystości Wieczerzy Pańskiej w 2023 roku zgromadziło się 146 osób. Działalność miejscowych głosicieli koordynuje Środkowoeuropejskie Biuro Oddziału w Selters w Niemczech.

## Historia

### Początki
W roku 1920 działalność w tym kraju rozpoczęli szwajcarscy współwyznawcy.
W 1923 Louis Meyer, były oficer Armii Zbawienia, rozsyłał pocztą publikacje religijne do wszystkich mieszkań w Księstwie, a w Hotelu Rosengarten w Bad Ragaz (przy granicy z Liechtensteinem) zorganizował jednodniowe zgromadzenie, które połączono z kampanią głoszenia nauk Badaczy Pisma Świętego mieszkańcom Liechtensteinu.
W 1939 roku, gdy w Szwajcarii władze wprowadziły zakaz rozpowszechniania nowo wydanej broszury Faszyzm czy wolność, pozostałą część nakładu rozpowszechniono wśród mieszkańców Liechtensteinu.

### Rozwój działalności
W 1956 roku Helen Knechtli ze Szwajcarii szerzyła nauki Świadków Jehowy, przechodząc codziennie na stronę Liechtensteinu przez granicę z miejscowości Buchs; dzięki jej działalności nauki Świadków Jehowy przyjęli później pierwsi mieszkańcy Liechtensteinu.
W 1958 roku Blanka Hertenstein, misjonarka – absolwentka Biblijnej Szkoły Strażnicy – Gilead, została skierowana z Austrii do Szwajcarii w celu prowadzenia działalności ewangelizacyjnej na terenie Liechtensteinu. Przez półtora roku prowadziła tu działalność kaznodziejską pomimo częstych, ale przez tak długi czas nieskutecznych interwencji wzywanej policji. Gdy została wreszcie ujęta, otrzymała zakaz głoszenia od domu do domu, dalej jednak zapoznawała z wierzeniami Świadków Jehowy osoby, które do tego czasu okazały zainteresowanie ich poznawaniem.
W 1961 roku pierwsza mieszkanka Liechtensteinu przyjęła chrzest na kongresie pod hasłem „Zjednoczeni wielbiciele” w Hamburgu. W 1962 było 7 głosicieli; zebrania organizowano w prywatnym mieszkaniu.
W roku 1965 zanotowano liczbę 11 głosicieli.
W roku 1966 zorganizowana została specjalna kampania rozpowszechniania czasopisma „Przebudźcie się!” (z 8 sierpnia 1966 r.), które zawierało artykuł Liechtenstein – perła Alp. Towarzystwo Strażnica otrzymało podziękowania od służb rządowych za opublikowany artykuł. W ocenie Świadków Jehowy ta kampania położyła kres utrudnieniom stwarzanym wcześniej przez władze wobec ich działalności.
Pierwszy zbór powstał w roku 1973; działalność ewangelizacyjną prowadziło wówczas 16 głosicieli.
W latach 80. XX wieku do wsparcia działalności kaznodziejskiej w Liechtensteinie oddelegowano 2 pionierów specjalnych.
W roku 2013 zanotowano najwyższą liczbę 92 głosicieli. W maju 2018 roku zorganizowano specjalną weekendową ogólnokrajową kampanię ewangelizacyjną.
Zebrania religijne odbywają się w języku niemieckim oraz w języku angielskim (grupa), w Sali Królestwa w przygranicznym szwajcarskim mieście Buchs.

## Statystyki

### Liczba głosicieli
Dane na podstawie oficjalnych raportów o działalności:
- najwyższa liczba głosicieli osiągnięta w danym roku służbowym[c] (liczby nad słupkami na wykresie)
- przeciętna liczba pionierów w danym roku służbowym (ciemniejszym odcieniem, liczby na słupkach wykresu, od 2017 roku tylko pionierów pełnoczasowych, bez pomocniczych)

### Liczba obecnych na Pamiątce
Dane na podstawie oficjalnych raportów o działalności: